# 张有会
张有会（1951年—），天津人，汉族，中华人民共和国政治人物，第十一届全国人民代表大会天津地区代表。
毕业于中央党校在职研究生班。中国共产党党员。2008年，当选为全国人大代表。